# Ferran Sunyer i Balaguer
Ferran Sunyer i Balaguer   (Figueres, 6 de febrer de 1912 - Barcelona, 27 de desembre de 1967) va ser un matemàtic autodidacte que va treballar a Catalunya des del final de la dècada dels anys trenta fins que va morir. La seva contribució a les ciències exactes fou molt important i els seus treballs van rebre el reconeixement de les institucions catalanes i espanyoles —que el van guardonar en diverses ocasions— i de la comunitat matemàtica internacional.

## Biografia
Ferran Sunyer va néixer amb una severa atròfia del sistema nerviós que li va impedir d'assistir a escola i l'obligà a tota mena d'ajuda per desenvolupar les activitats més bàsiques i sempre va haver de desplaçar-se en cadira de rodes. Aquesta severa discapacitat física el va obligar a dependre de la seva mare, Àngela Balaguer, ja que son pare va morir quan ell tenia dos anys. Posteriorment les seves cosines Maria i Maria dels Àngels Carbona en van tenir cura fins que morí. Visqué entre Barcelona i Vilajoan (al municipi de Garrigàs, Alt Empordà).
De formació autodidacta, Ferran Sunyer es va iniciar en les matemàtiques i la física a partir dels llibres de son cosí Ferran Carbona, estudiant d'enginyeria química. Feu les primeres recerques matemàtiques a finals de la dècada de 1930, amb notes en els Comptes Rendus de l'Académie des Sciences de París, avalades per Jacques Hadamard, aleshores un dels matemàtics mundialment més reconeguts. Després de la Segona Guerra Mundial, entrà en contacte amb matemàtics tan importants en investigació com Szolem Mandelbrojt, Jean-Pierre Kahane, Waclaw Sierpinski, Yves Meyer, Paul Malliavin, Henri Mascart i Angus MacIntyre, entre d'altres.
Ferran Sunyer publicà més de 30 articles d'investigació en revistes espanyoles, franceses i nord-americanes, principalment. Fou guardonat amb diversos premis de la Reial Acadèmia de Ciències Exactes, Físiques i Naturals de Madrid, de l'Institut d'Estudis Catalans i del Consell Superior d'Investigacions Científiques, entre els quals el Premio Francisco Franco de las Ciencias de 1955. A partir de 1957, malgrat les limitacions físiques, assistí com a convidat en diversos congressos internacionals.
La discapacitat li limitava molt les possibilitats professionals. Hagué de fer molts passos per regularitzar la seva situació acadèmica malgrat la seva reconeguda vàlua en el camp de les matemàtiques, ja que no disposava dels títols de batxillerat o llicenciat. L'hi ajudaren alguns col·legues com Josep Teixidor i Batlle. Es va doctorar per la Universitat de Barcelona al 1969 amb la tesi "Sobre la distribución de los valores de una función representada por una serie de Dirichlet lagunar", aconseguí ser col·laborador i posteriorment investigador del Consell Superior d'Investigacions Científiques (CSIC) i durant anys treballà amb un contracte de l'Office of Naval Research (ONR) del Ministeri de Marina dels Estats Units. En una època de grans restriccions i d'aïllament a Espanya, Ferran Sunyer va ser indubtablement un dels matemàtics més reconeguts a l'estranger.
Ferran Sunyer és un exemple de superació i de lluita enfront de les més grans adversitats i d'intel·ligència posada al servei de la ciència i de la comunitat científica internacional. I la seva família —que no va escatimar esforços perquè ell pogués exercir la investigació— ho és de valors com la solidaritat familiar: com que mai va poder escriure, tots els articles de matemàtiques, amb un llenguatge molt específic i fórmules complicades, els dictà a sa mare o a les seves cosines, que es van encarregar de traslladar-los al paper.
Després de la seva mort, la seva família (les seves cosines) van crear una fundació que, entre altres activitats, dota un premi a un treball de matemàtiques i també beques. Actualment, la fundació depèn de l'IEC.
S'ha produït un documental (Ferran Sunyer i Balaguer, Història d'un exili interior, directora: Amparo Solís, any 2012, Benecé Produccions i Televisió de Catalunya) sobre la Figura de Ferran Sunyer.

## Llegat
Segons el conveni signat entre la Fundació Ferran Sunyer i Balaguer i la Universitat Autònoma de Barcelona el 22 d'abril de 1999, la Biblioteca de Ciència i Tecnologia té cedit l'arxiu del matemàtic Ferran Sunyer i Balaguer -epistolari, treballs, apunts, articles i altres documents- (1942-1976) així com el seu fons bibliogràfic (168 monografies i separates) i la documentació arribada en una segona tramesa el juliol de 2001.
La correspondència està digitalitzada (més de 1100 cartes) i es pot consultar al Dipòsit Digital de Documents de la UAB.